# Baltačevskij rajon
Il Baltačevskij rajon (in russo Балтачевский район?) è un municipal'nyj rajon della Repubblica della Baschiria, nella Russia europea.